# (5629) Kuwana
(5629) Kuwana es un asteroide perteneciente al cinturón de asteroides descubierto el 20 de febrero de 1993 por Tsutomu Hioki y el también astrónomo Shuji Hayakawa desde el Okutama Observatory, Japón.

## Designación y nombre
Designado provisionalmente como 1993 DA1. Fue nombrado Kuwana en honor a la ciudad ubicada en el delta de los ríos Nagara e Ibe, cerca de la ciudad de Nagoya y las montañas Yoro y Suzuka. Kuwana es la ciudad hermana de Gyoda, donde vive el segundo descubridor, Shuji Hayakawa.

## Características orbitales
Kuwana está situado a una distancia media del Sol de 3,050 ua, pudiendo alejarse hasta 3,288 ua y acercarse hasta 2,811 ua. Su excentricidad es 0,078 y la inclinación orbital 10,07 grados. Emplea 1945,61 días en completar una órbita alrededor del Sol.

## Características físicas
La magnitud absoluta de Kuwana es 11,8. Tiene 14,176 km de diámetro y su albedo se estima en 0,193. 